# Сизоненко, Владимир Александрович
Владимир Александрович Сизоненко (23 января 1939, станция Ксеньевская — 14 мая 2016, Чита) — российский медик, специалист по травматологии и ортопедии, хирург. Доктор медицинских наук, профессор Читинской государственной медицинской академии, заслуженный врач Российской Федерации и Республики Бурятия. Академик МАНЭБ, почетный гражданин г. Чита.
Член международного Средиземноморского ожогового клуба в Палермо (Италия). Член «Ассоциации травматологов Забайкалья», член правления, почетный член «Ассоциации травматологов Амурской области».

## Биография
Родился 23 января 1939 года на станции Ксеньевская Могочинского района Читинской области в семье железнодорожного рабочего. Окончив школу, работал на железной дороге.
Годы обучения в Читинском медицинском институте: 1958—1964 (специальность — лечебное дело). Со второго курса занимался в хирургическом кружке под руководством доцента кафедры хирургии Ф. Е. Власюк и доцента К. М. Прудникова.
По окончании ЧГМИ в 1964 году — районный хирург Шелопугинской районной больницы. С 1967 года хирург-ординатор Читинской городской клинической больницы № 1, с 1970 года организатор и заведующий межобластным ожоговым центром. С 1976 года ассистент, с 1981 года заведующий кафедрой травматологии, ортопедии и военно-полевой хирургии с курсом анестезиологии и реанимации. В 1983—1988 гг. декан лечебного факультета. С 1991 по 1999 гг. — проректор по лечебной работе ЧГМИ-ЧГМА. В 1993 году при участии профессора Сизоненко создан факультет последипломной подготовки врачей, был назначен его деканом. С 2010 по 2016 гг. профессор кафедры травматологии, ортопедии и ВПХ.
Владимир Александрович защитил кандидатскую диссертацию на тему «Влияние ингибиторов кининовой системы и анаболических гормонов на течение ожоговой болезни и аутодермопластику» (Казань 1977 г.). Диссертационная работа на соискание ученой степени доктора медицинских наук (Ленинградская военно-медицинская академия имени С. М. Кирова, 1990 г.) — «Клиника и лечение местной холодовой травмы». В 1991 году получил звание профессора, много лет занимал должность главного внештатного травматолога Читинской области. Специалист высшей квалификационной категории с 1980 года.
Провел более 11 тысяч операций. Впервые в Читинской области сделал операции эндопротезирования тазобедренного (1983 г.) и коленного сустава (2005 г.). Разработал новые операции по созданию пальцев кистей, внедрил ряд пластических операций при отморожениях. Провел реконструктивно-восстановительные операции при последствиях ожогов и отморожений, костно-мышечная пластика, резекции костей при опухолевых поражениях с последующей пластикой, сложнейшие операции по восстановлению функции кисти и другие.
Создатель школы врачей-комбустиологов Читинской области. Инициатор открытия в Читинской городской клинической больнице № 1 филиала Новосибирского НИИ травматологии (2007 г.). Председатель Общества травматологов-ортопедов. Член аттестационной комиссии Комитета здравоохранения (1988—1999 гг.), аккредитационно-медицинской комиссии (1993—1999 гг.). В 1991 году совместно с директором средней школы № 12 г. Читы Т. М. Макаревич участвовал в открытии медицинского лицейского класса.
В. А. Сизоненко — организатор первого в области ожогового центра. Центр со временем приобрел статус межобластного, обслуживая Читинскую область и Республику Бурятия. Общими усилиями были достигнуты впечатляющие результаты: снижение выхода на инвалидность пациентов с холодовой травмой на 34 %, сокращение средних сроков лечения данной группы больных на 18 дней (данные 1996 года).
Разработал инструмент и способ удлинения культей пальцев, способы создания новых пальцев за счет пересадки и транспозиции. В. А. Сизоненко создал современную классификацию холодовой травмы, автор уникальной монографии «Холодовая травма» (2010 г.). Мировые светила науки отметили его за изобретение оригинальной конструкции остеотома, помогающего выздоровлению больных с холодовой травмой. Инструмент рассекает кость, не повреждая питающие её сосуды и надкостницу.
Автор более 300 научных публикаций, 7 монографий, 6 авторских свидетельств и патентов на изобретение.
Под его руководством защищено 13 кандидатских и 3 докторских диссертации.
По воспоминаниям одного из старейших хирургов Забайкалья В. Н. Лескова: «Он освоил и внедрил, а в последующем и развил все современные методы лечения отморожений, защитил кандидатскую и докторскую диссертации, стал ведущим специалистом в стране…». Ученики В. А. Сизоненко работают заведующими отделениями во многих городах России: Москве, Санкт-Петербурге, Иркутске, Улан-Удэ.
Скоропостижно скончался 14 мая 2016 г. в г. Чите.

## Награды
- Медаль «За трудовое отличие» (1970 г.)
- Медаль «За трудовую доблесть» (1971 г.)
- Орден Трудового Красного Знамени (1976 г.)
- Медаль «Заслуженный врач Бурятии» (1983 г.)
- Знак «Изобретатель СССР» (1987 г.)
- Медаль им. М. В. Ломоносова (2000 г.)
- Медаль «За заслуги перед городом» (Чита, 2004 г.)
- Медаль «Почетный гражданин г. Читы» (2004 г.)
- Медаль им. Гиппократа (2006 г.)
- Медаль «100 лет профсоюзам России» (2006 г.)
- «Большая серебряная медаль Международного салона изобретений» 97-я Парижская Ярмарка (Париж, 2006 г.)